# Christoph Dreher
Christoph Dreher (né en 1952 à Nuremberg) est un acteur, réalisateur et scénariste allemand de télévision et de cinéma.

## Filmographie

### Comme acteur

#### Cinéma
- 2013 : Kalte Probe : Hand Double

#### Courts-métrages
- 1994 : Long Weekend XTC

#### Télévision
Téléfilms
- 2000 : Grüße aus der Lebensmitte

### Comme producteur

#### Télévision
Téléfilms
- 1997 : Pop Odyssee 1 - Die Beach Boys und der Satan

### Comme réalisateur

#### Télévision
Séries télévisées
- 1992 : Lost in Music
- 1993 : Freestyle
- 2001 : Fantastic Voyages

Téléfilms
- 1995 : Metal Mania
- 1997 : Pop Odyssee 1 - Die Beach Boys und der Satan
- 2000 : Silver Rockets/Kool Things: 20 Years of Sonic Youth
- 2002 : Beck: Permanent Mutations
- 2003 : Superhuman
- 2004 : Tanz' den Voodoo - Der Kosmos des Koffi Kôkô
- 2005 : Youthquake '65: The London Pop Explosion
- 2007 : 67, Année Psychédelique
- 2009 : Berlin, New York et la musique underground

### Comme scénariste

#### Télévision
Séries télévisées
- 2014 : Zapp

Téléfilms
- 1995 : Metal Mania
- 1997 : Pop Odyssee 1 - Die Beach Boys und der Satan
- 2000 : Silver Rockets/Kool Things: 20 Years of Sonic Youth
- 2002 : Beck: Permanent Mutations
- 2003 : Superhuman
- 2004 : Tanz' den Voodoo - Der Kosmos des Koffi Kôkô
- 2007 : 67, Année Psychédelique
- 2009 : Berlin, New York et la musique underground

### Directeur de la photographie

#### Télévision
Téléfilms
- 1985 : Zagarbata

### Parolier

#### Cinéma
- 1996 : Box of Moon Light